# Grotte del Mustang
Le grotte del Mustang o grotte Celesti del Nepal sono un gruppo di circa 10.000 grotte scavate dall'uomo nei fianchi delle valli del Distretto del Mustang in Nepal. Parecchi gruppi di archeologi e di ricercatori hanno esplorato queste grotte sovrapposte e trovato corpi e scheletri umani parzialmente mummificati che hanno almeno 2.000-3.000 anni. Le esplorazioni hanno portato anche alla scoperta di preziose pitture, sculture e manoscritti buddhisti nonché di numerosi manufatti risalenti fra il XII e il XIV secolo. Le grotte giacciono sulle ripide pareti della valle vicino al fiume Kali Gandaki nel Mustang Superiore. I gruppi di ricerca hanno continuato a indagare su queste grotte, ma nessuno ha ancora compreso chi le abbia costruite e perché.

## Storia della regione
Il Mustang era un tempo il Regno di Lo nel Nepal settentrionale, la cui capitale era a Lo Manthang. Alla fine del XVIII secolo, il regno fu annesso dal Nepal. Il Mustang superiore rimase un'area demilitarizzata ristretta fino al 1992, il che la rende una delle regioni meglio preservate del mondo a causa del suo relativo isolamento dal mondo esterno, con una maggioranza della popolazione che parla ancora le lingue tibetiche tradizionali. La monarchia nel Mustang cessò di esistere il 7 ottobre 2008, per ordine del Governo del Nepal, dopo che il paese divenne una repubblica democratica federale.

## Resti umani del Mustang
A metà degli anni 1990, archeologi del Nepal e dell'Università di Colonia cominciarono a esplorare le grotte sovrapposte e trovarono parecchie dozzine di corpi umani parzialmente mummificati, tutti vecchi di almeno 2.000 anni.
Nel 2010, una squadra di alpinisti e archeologi portò alla luce 27 resti umani in due grosse grotte vicino a Samdzong. Gli scheletri relativamente intatti – risalenti dal III all'VIII secolo, prima che il buddhismo arrivasse nel Mustang – presentavano segni di tagli sulle ossa. Gli scienziati credono che questo rituale di sepoltura possa essere legato alla pratica bön-buddhista della sepoltura celeste. Ancora oggi, quando un abitante del Mustang muore, il corpo è tagliato in piccoli pezzi, ossa incluse, per essere rapidamente ghermito dagli avvoltoi. Il Museo dell'eco del Mustang, a circa 15 minuti di camminata dall'aeroporto Jomsom del Mustang, espone una raccolta di perle, ossa e ciondoli trovati nelle grotte.

## Manufatti religiosi
Nel 2007, esploratori degli Stati Uniti, dell'Italia e del Nepal scoprirono antiche opere d'arte e pitture decorative buddhiste, manoscritti e ceramiche nelle grotte del Mustang vicino a Lo Manthang, risalenti al XIII secolo. Una seconda spedizione nel 2008 scoprì parecchi scheletri umani vecchi di 600 anni e recuperò grandi quantità di preziosi manoscritti, alcuni con piccole miniature, che contengono una mescolanza di scritti del buddhismo e del bön.

## Uso
Gli scienziati dividono l'uso delle grotte nel Mustang Superiore in tre periodi. Già nel 1000 a.C., le grotte erano usate come camere sepolcrali. Durante il X secolo, si pensa che la regione sia stata frequentemente teatro di feroci battaglie e, conseguentemente, anteponendo la sicurezza alla comodità, le famiglie si trasferirono nelle grotte, trasformandole in alloggi. Verso il 1400, le grotte funsero da camere da meditazione, posti di osservazione militari o magazzini quando la gente si trasferì di nuovo nei villaggi.

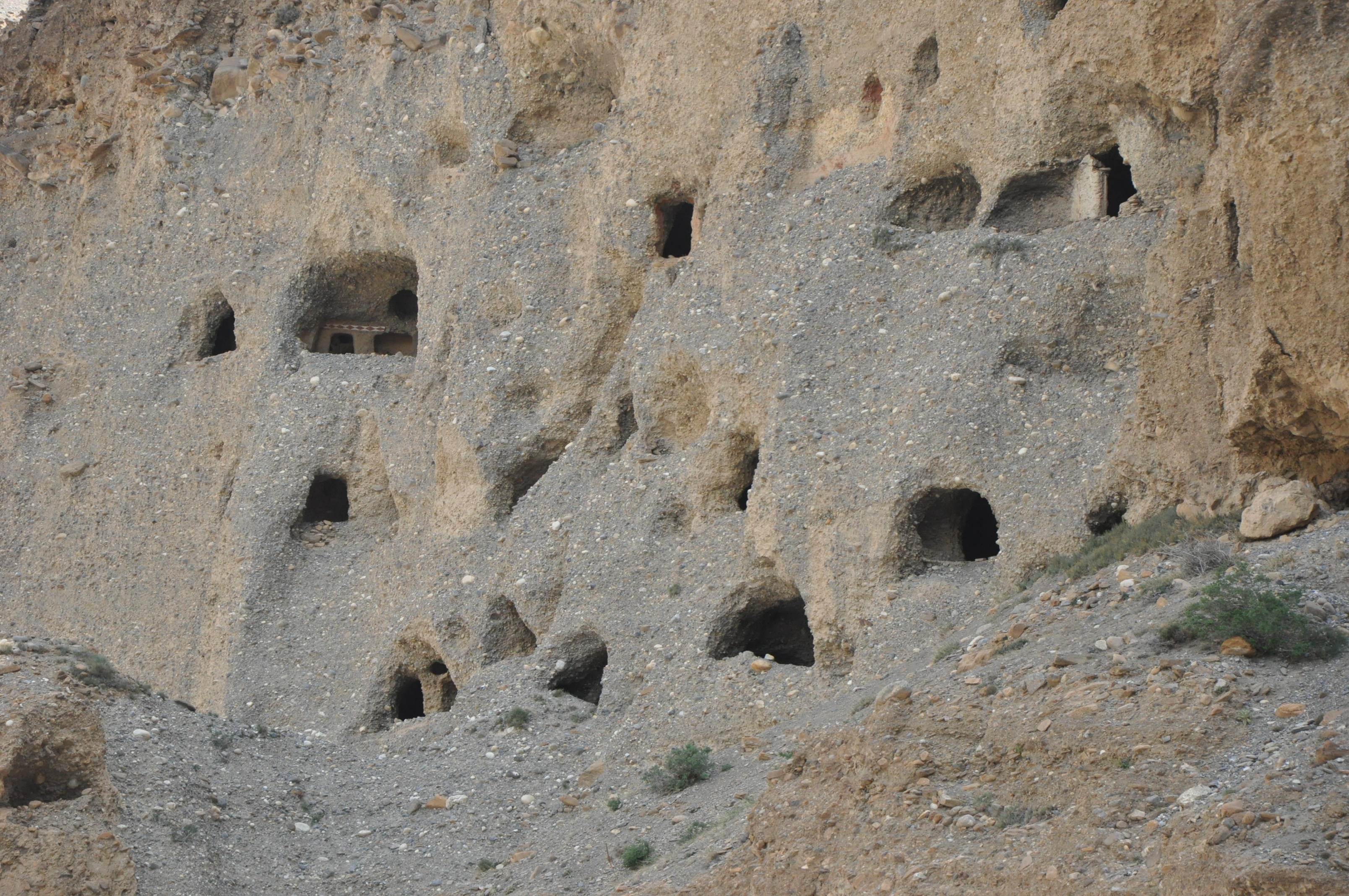
Grotte di Chhusang
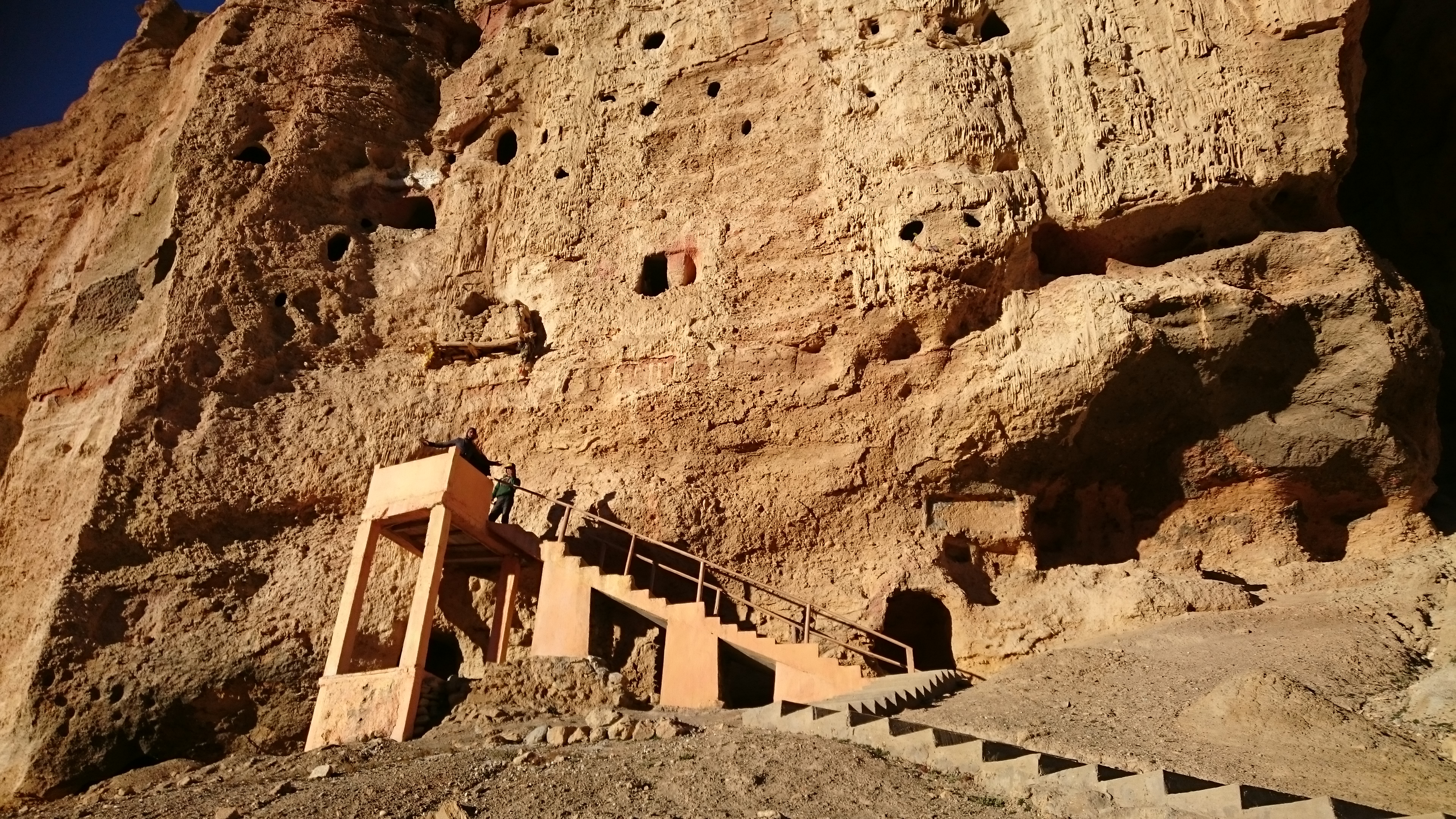
Grotte di Lo Manthang